# عاشق لیدی چترلی (فیلم ۲۰۱۵)
عاشق بانو چترلی یک درام رمانتیک تلویزیونی بریتانیایی و محصول سال ۲۰۱۵ است که هالیدی گرینجر، ریچارد مدن و جیمز نورتون از بازیگران آن هستند. جد مرکیوریو با اقتباس از رمانی با همین نام نوشته دی. اچ. لارنس، داستان فیلم را به رشته تحریر درآورد. فیلم در ۶ سپتامبر ۲۰۱۵ از بی‌بی‌سی وان پخش شد.

## بازیگران
- هالیدی گرینجر در نقش لیدی چترلی
- ریچارد مدن در نقش الیور ملرز
- جیمز نورتون در نقش سر کلیفورد چترلی
- جودی کامر در نفش ایوی بولتون